# Song X
Song X från 1986 är ett musikalbum av gitarristen Pat Metheny och saxofonisten Ornette Coleman.
En remixad och remastrad version gavs ut i augusti 2005 med titeln Song X: Twentieth Anniversary. Då lades sex tidigare outgivna spår till före de åtta originalspåren.

## Låtlista
Musiken är skriven av Ornette Coleman om inget annat anges.

### Originalalbum 1986
1. Song X – 5:35
2. Mob Job – 4:12
3. Endangered Species (Ornette Coleman/Pat Metheny) – 13:19
4. Video Games – 5:21
5. Kathelin Gray (Ornette Coleman/Pat Metheny) – 4:13
6. Trigonometry (Ornette Coleman/Pat Metheny) – 5:06
7. Song X Duo (Ornette Coleman/Pat Metheny) – 3:08
8. Long Time No See – 7:38

### Nyutgivning 2005
1. Police People – 4:58
2. All of Us – 0:15
3. The Good Life (Ornette Coleman/Pat Metheny) – 3:25
4. Word from Bird – 3:48
5. Compute – 2:03
6. The Veil – 3:42
7. Song X – 5:35
8. Mob Job – 4:12
9. Endangered Species (Ornette Coleman/Pat Metheny) – 13:19
10. Video Games – 5:21
11. Kathelin Gray (Ornette Coleman/Pat Metheny) – 4:13
12. Trigonometry (Ornette Coleman/Pat Metheny) – 5:06
13. Song X Duo (Ornette Coleman/Pat Metheny) – 3:08
14. Long Time No See – 7:38

## Medverkande
- Pat Metheny – gitarrer
- Ornette Coleman – altsaxofon, violin
- Charlie Haden – bas
- Jack DeJohnette – trummor
- Denardo Coleman – trummor, slagverk